# Vanderley Pedrosa
Vanderley Farias Pedrosa (Nova Russas, 13 de abril de 1963) é um advogado e político brasileiro. Foi deputado estadual na Assembleia Legislativa do Ceará. É pai do deputado Bruno Pedrosa.

## Biografia
Natural de Nova Russas, Vanderley Pedrosa é advogado, graduado pela Universidade de Fortaleza. 
Em 2006, foi eleito suplente de deputado estadual, com 15.081 votos. Em 2008, após as eleições municipais, assume definitivamente o mandato.
Em 2010, é reeleito deputado estadual com 34.057 votos.
Em 2014, apoia seu filho, Bruno Pedrosa, que é eleito deputado estadual.